# Úrsula Frick
Úrsula Frick fue una destacada nadadora argentina que en 1935 y 1936 fue campeona nacional de 100 y 200 metros estilo espalda y obtuvo en 1937 récords nacionales en 800 y 1000 m estilo libre con tiempos de 12m31s y 15m43s. Participó del Campeonato Sudamericano de Natación de 1935 celebrado en Río de Janeiro, el primero en el que también compitieron mujeres. Allí ganó el relevo 4x100m estilo libre junto a Alicia Laviaguerre, Jeanette Campbell y Celia Milberg. Fue, además, campeona sudamericana de 100 metros estilo espalda en el Campeonato Sudamericano de Natación de 1938 realizado en Lima, donde también integró el equipo argentino ganador del relevo 4x100m estilo libre junto a Dora Rhodius, Jeanette Campbell y Susana Mitchell.
Se retiró tras el Campeonato Sudamericano de Natación de 1939 realizado en Guayaquil, donde ganó el relevo 4x100m estilo libre junto a Jeanette Campbell, Susana Mitchell y Margarita Tisserandet.